# Богатиня (гміна)
Гміна Богатиня (пол. Gmina Bogatynia) — місько-сільська гміна у південно-західній Польщі. Належить до Згожелецького повіту Нижньосілезького воєводства.
Станом на 31 грудня 2011 у гміні проживало 24832 особи.

## Площа
Згідно з даними за 2007 рік площа гміни становила 136.17 км², у тому числі:
- орні землі: 43.00%
- ліси: 15.00%

Таким чином, площа гміни становить 16.25% площі повіту.

## Населення
Станом на 31 грудня 2011:
| Опис     | Загалом | Загалом | Чоловіки | Чоловіки | Жінки | Жінки |
| -------- | ------- | ------- | -------- | -------- | ----- | ----- |
| одиниця  | осіб    | %       | осіб     | %        | осіб  | %     |
| все      | 24832   | 100     | 12215    | 49.19    | 12617 | 50.81 |
| міське   | 18749   | 100     | 9093     | 48.50    | 9656  | 51.50 |
| сільське | 6083    | 100     | 3122     | 51.32    | 2961  | 48.68 |

## Сусідні гміни
Гміна Боґатиня межує з такими гмінами: Згожелець.